# Джим Коллінз
Джеймс «Джим» Коллінз (англ. James C. «Jim» Collins, III'; 1958) — американський бізнес-консультант, письменник, дослідник. 
Є автором відомих книг «Як гинуть великі і чому деякі компанії ніколи не здаються», «Від хорошого до великого: чому деякі компанії здійснюють прорив, а інші ні», «Побудовані навічно» і «Великі за власним вибором». Публікується в Harvard Business Review, Business Week, Fortune і інших журналах.

## Кар'єра
Коллінз почав викладацьку і дослідницьку діяльність у Вищій школі бізнесу при Стенфордському університеті і у 1992 р отримав Викладацьку премію. У 1995 р відкрив лабораторію менеджменту в місті Боулдер і там понині проводить дослідження і навчає управлінців з приватного і державного сектора. За цей час Коллінз встиг попрацювати директором Сі-Ен-Ен Інтернешнл, а також співпрацював з такими організаціями, як Медичний інститут Джона Гопкінса, Американські Герл-скаути, Асоціація церковних лідерів, Американська асоціація шкільних інспекторів і Корпус морської піхоти США.

## Письменницька діяльність
Джим Коллінз є автором і співавтором п'яти книг, написаних на основі проведених ним досліджень. «Побудовані навічно» (2004) входить в список бестселерів Business Week і переведена на десятки мов. В одній з останніх книг «Великі за власним вибором» Коллінз розглядає компанії, яким вдалося не тільки домогтися виняткових результатів у своїй галузі, а й утримувати свою перевагу протягом тривалого періоду часу. Книга також увійшла в список бестселерів, з моменту опублікування розійшлася тиражем 4000000 екземплярів і була переведена на 35 мов.

## Родина
Джим Коллінз одружений з Джоан Ернст, переможницею змагань Ironman в 1985 році.